# Kim Jae-hwa
Kim Jae-hwa (01 de setembro de 1980) é uma atriz sul-coreana.

## Carreira
Em 1999, ela estreou como atriz teatral, dez anos depois, ela estreou no cinema com o filme Harmonía como um refrão e em 2012 ela se juntou ao elenco de 《As One》 como o campeão de tênis de mesa Deng Yaping.
Em setembro de 2018, ele se juntou ao elenco do programa Real Men 300.

## Filmografia
- 《Room No. 9》 (tvN, 2018) -   Kam Mi-ran [6]
- 《Mãe Secreta》 (SBS, 2018) -   Kang Hye-kyung. [7]
- 《 Tribunal de bruxas   (KBS2, 2017) -   Song Min-young
- 《 Geração de meninas 》 (KBS2, 2017) -   instrutor
- 《 O solitário feliz 》 (KBS2, 2017) -   enfermeiro
- 《Bom gerente   (KBS2, 2017) -   Na hee-yong
- 《Uma mulher casada》 (2016, SBS Plus) - agente imobiliário / planejador de casamentos
- 《Fantástico》 (JTBC, 2016) - Jo Mi-sun
- 《 Incontrollably Fond   (KBS2, 2016) - Kim Bong-Sook
- 《 Dia D 》 (JTBC, 2015) - Kim Hyun-Sook
- 《 Sense8 》 (Netflix, 2015)
- 《The Idle Mermaid 》 (tvN, 2014) - Kim Woo Sun
- 《Cunning Single Lady》 (MBC, 2014) -
- 《Cidade sem coração》 (JTBC, 2013) - Park Eun-ae
- 《 The Innocent Man》 (KBS2, 2012) - japonês
- 《What is Mom?》 (MBC, 2012)

## Prêmios e indicações
| Ano  | Categoria                                   | Prêmio                           | Trabalho nomeado | Resultado |
| ---- | ------------------------------------------- | -------------------------------- | ---------------- | --------- |
| 2018 | Prêmio de Excelência na Categoria Variedade | 18º Prêmio MBC de Entretenimento | Homens Reais 300 | Venceu    |